# ريان ديكسون
ريان ديكسون (بالإنجليزية: Ryan Dickson)‏ (14 ديسمبر 1986 في المملكة المتحدة - ) هو لاعب كرة قدم بريطاني في مركز الدفاع. لعب مع برادفورد سيتي وكولتشستر يونايتد ونادي برينتفورد ونادي ساوثهامبتون ويوفل تاون ونادي كرولي تاون ونادي ليتون أورينت ونادي توركي يونايتد ونادي بليموث أرجايل.

## وصلات خارجية
- ريان ديكسون على موقع قاعدة بيانات كرة القدم.إي يو (الإنجليزية)
- ريان ديكسون على موقع Soccerbase.com (لاعب) (الإنجليزية)
- ريان ديكسون على موقع AS.com (الإسبانية)